# Acrocercops pectinivalva
Acrocercops pectinivalva là một loài bướm đêm thuộc họ Gracillariidae. Nó được tìm thấy ở Nigeria.